# Rio Hercílio
O rio Hercílio é um curso de água do estado de Santa Catarina, no Brasil.